# Allognathosuchus
Chrysochampsa
Genre
Synonymes
- Chrysochampsa Estes 1988

Allognathosuchus est un genre fossile de tout petits crocodiliens, qui vivait en Amérique du Nord, en Amérique du Sud, en Thaïlande et en Europe selon l'attribution ou non de certains fossiles, pendant le Crétacé et le Cénozoïque.

## Description
Toutes les études récentes placent Allognathosuchus parmi les Alligatorinae, même si sa position exacte par rapport aux autres membres de cette famille reste mal définie. Ses plus proches parents vivants sont donc les alligators. Les membres du genre Allognathosuchus étaient assez similaires à ces derniers par leur morphologie et leur mode de vie aquatique, mais plus petits. Les deux spécimens les plus complets retrouvés dans le gisement de fossiles du Geiseltal mesuraient, selon une estimation basée sur leur crâne, 62 cm et 80 cm. D'autres membres du genre pouvaient être plus grand, mais la taille maximale était probablement d'environ un mètre et demi, ce qui en fait un très petit crocodilien.
Ce petit prédateur ne pouvait pas convoiter les mêmes proies que les crocodiliens beaucoup plus massif dont il était contemporain. Il se nourrissait probablement de crustacés, d'insectes, de mollusques (comme des escargots ou des moules d'eau douce), peut être aussi, occasionnellement, de jeunes tortues ou de rongeurs. Ses dents arrière ont une forme similaire à celle de molaires, et présente des signes d'usures, ce qui est cohérent avec la prédation d'animaux à coquille.

## Classification
Le genre a été décrit pour la première fois en 1921 par Charles Mook, sur la base de fossiles découverts dans le Wyoming. Mook y a d'abord vu un ancêtre direct des alligators, avant de réviser cette position. Des fossiles découverts en Europe, en Afrique et en Amérique du sud ont ensuite été reliés au même genre. Jusqu'à quinze espèces différentes ont été proposées, mais beaucoup sont probablement synonymes,.

### Synonymes
- Chrysochampsa Estes, 1988[3]

### Espèce type
L'espèce type est Diplocynodus polyodon ou Allognathosuchus polyodon (Cope, 1873),.

### Fossiles
Selon Paleobiology Database en 2023, le nombre de collections de fossiles référencées est de 132 pour 134 occurrences, de l'Eocène, du Paléocène et du Crétacé, en Europe et en Amérique et en Thaïlande.

## Espèces
Selon Paleobiology Database en 2023, le nombre d'espèces référencées est de cinq :
- †Allognathosuchus heterodon (Cope, 1873)
- †Allognathosuchus mlynarskii (Estes, 1988)
- †Allognathosuchus polyodon (Cope, 1873)
- †Allognathosuchus wartheni Case, 1925
- †Allognathosuchus woutersi Buffetaut, 1985[3]